# Amor och Psyketemplet

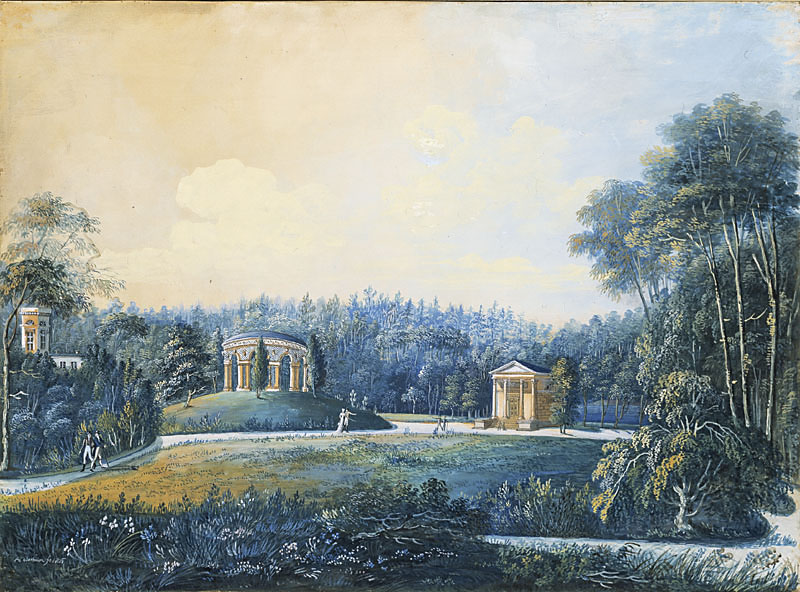
Ekotemplet och Amor och Psyketemplet, Axel Fredrik Cederholms målning från 1805.

Amor och Psyketemplet var en byggnad i Hagaparken i Solna kommun. Templet, även kallad "Kärlekstempel" var en av många paviljonger, tempel och lusthus som uppfördes i Hagaparken mellan 1788 och 1795. Byggnaden revs 1869.

## Historik
Amor och Psyketemplet uppfördes 1788 efter Louis Jean Desprez ritningar och skulle bli en plats för Tobias Sergels skulpturgrupp av Amor och Psyke. Templet fick en framträdande placering på en anlagd kulle i mittaxeln öster om Gustav III:s paviljong, men blev färdigt först 1795, tre år efter Gustav III:s död. 
Desprez' tempel hade en tympanon som bars upp av fyra kolonner i korintisk ordning. Templets rum hade ett tunnvalv med kassettak och ett takljusinsläpp. Väggarna hade utformats med nischer för ytterligare skulpturer. Till grundläggningen använde man en befintlig husgrund. I absiden skulle Sergels Amor och Psyke placeras. Statyn färdigställdes 1787, huggen ur ett enda stycke vit marmor, men placerades aldrig i templet.
År 1842 fick byggnaden viss reparation och översyn, men revs 1869 eftersom slottsstaten inte ville bli belastad med "onödiga underhållskostnader". Byggnaden betraktades av samtiden som "en reflex av nyantikens skönhetsideal [...] ett uttryck för Desprez' arkitektoniska gestaltningsförmåga [...] med ej obetydligt egenvärde. Idag finns bara kullen med templets kraftigt övervuxna grundstenar kvar.

## Bilder

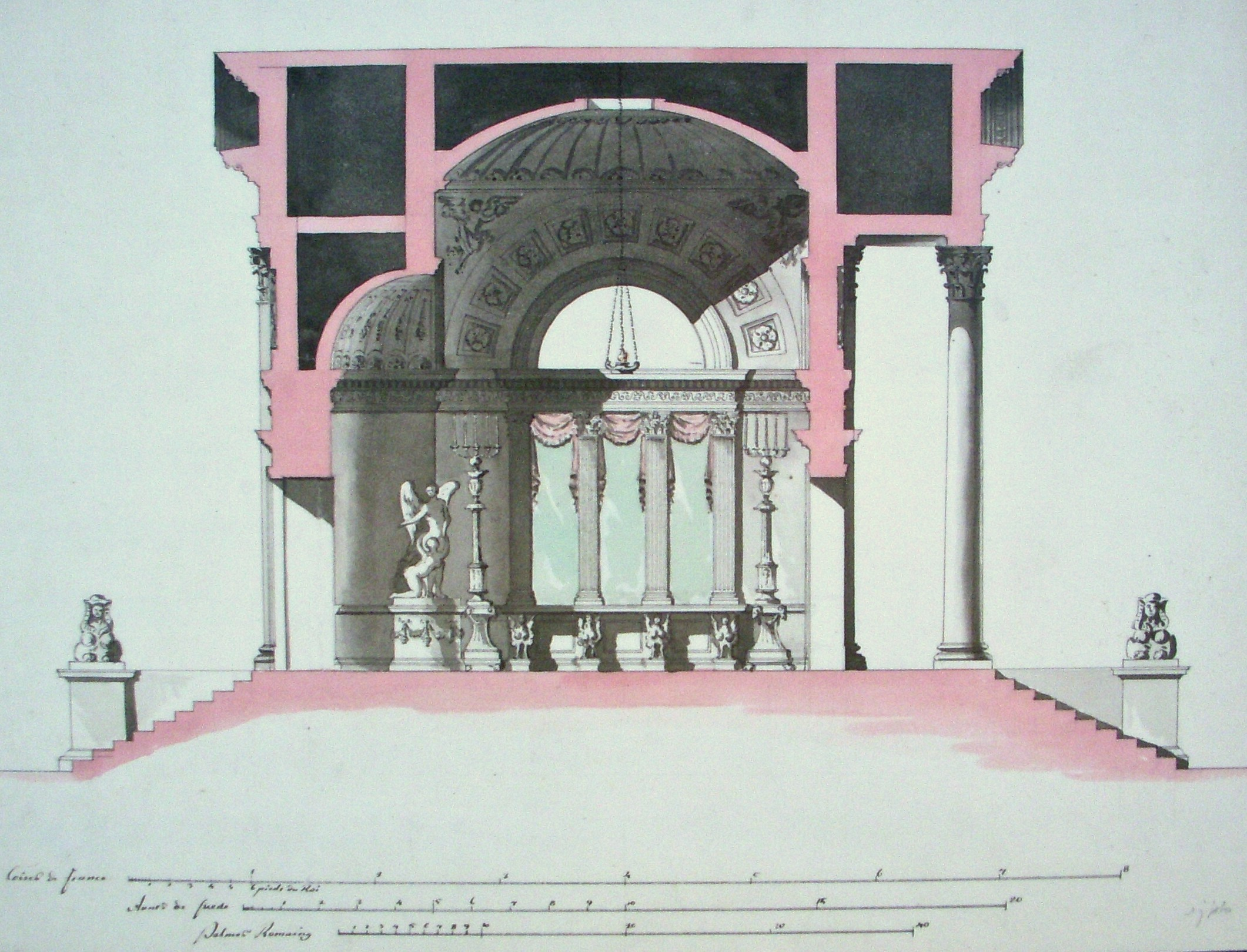
Desprez' sektionsritning från 1788
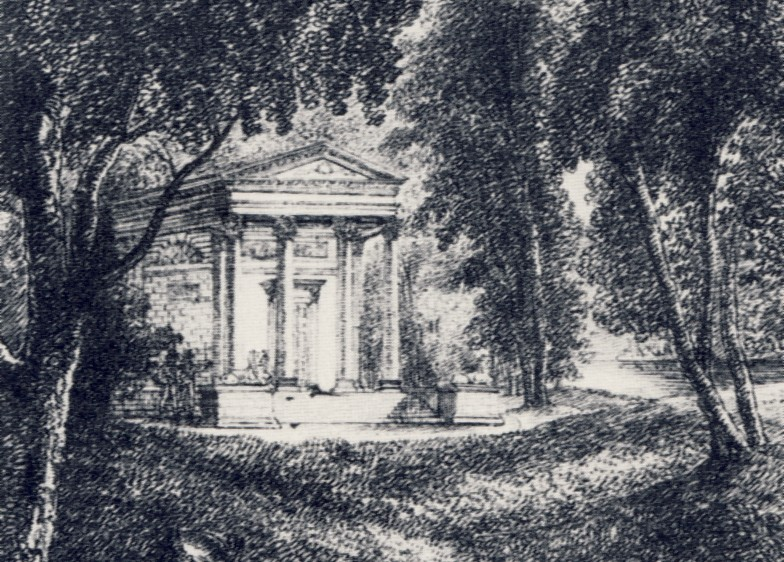
Templet illustrerat av Cederholm 1816
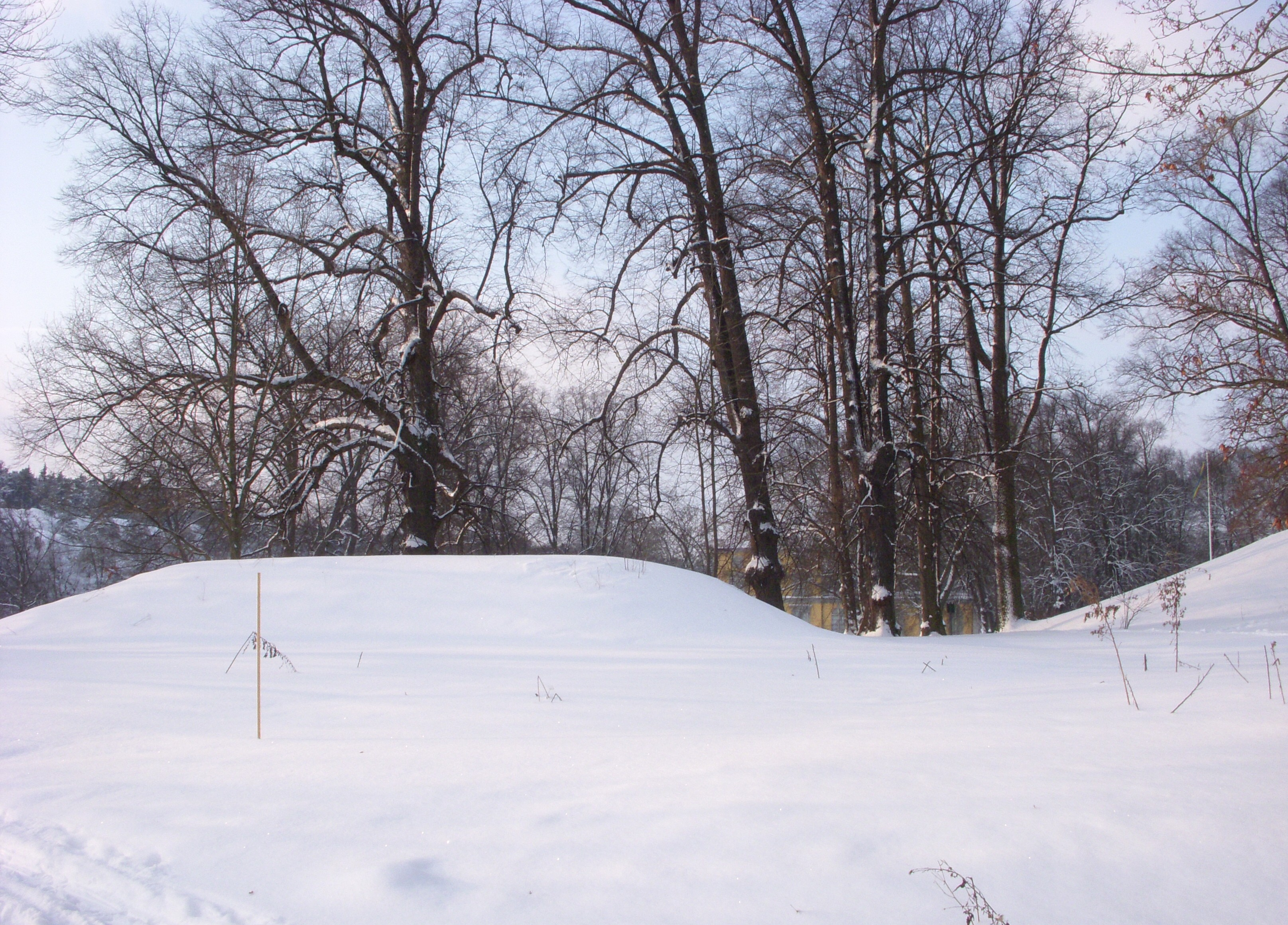
Kullen i Hagaparken där Amor och Psyketemplet låg
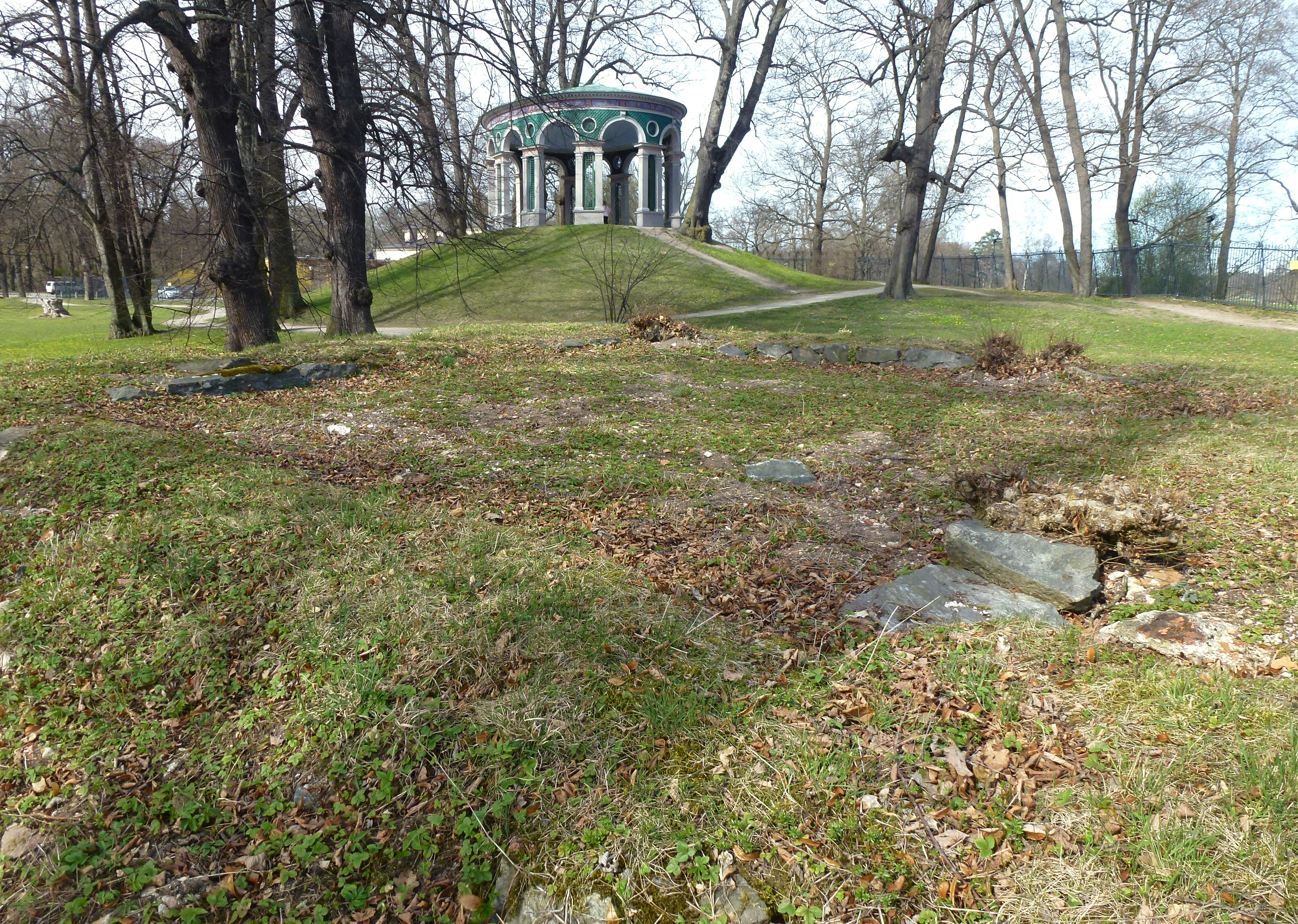
Grunden syns fortfarande. I bakgrunden syns Ekotemplet